# Cetatea Ehrenbreitstein

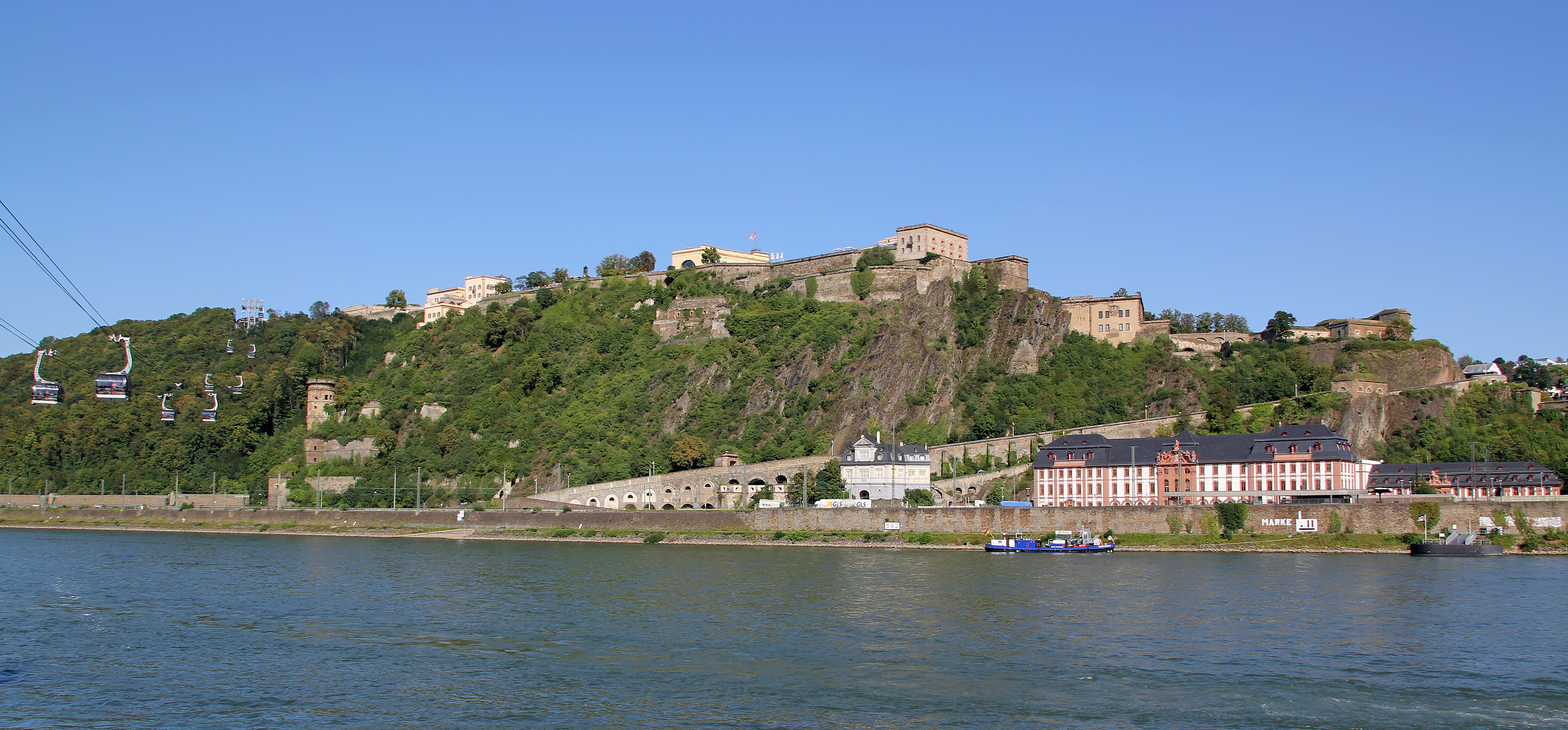
Cetatea Ehrenbreitstein

Vedere de pe cetate a oraşului Koblenz cu Colțul german

Cetatea Ehrenbreitstein sau Fortăreața Ehrenbreitstein este situată lângă Koblenz la vărsarea râului Mosel în Rin. Cetatea a fost la început rezidența prinților din Trier iar ulterior în secolul XVI-lea a devenit o fortăreață prusacă însemnată.
Ca rezindență princiară a fost clădită prin anii 1000 în stil baroc, în anul 1801 în timpul revoluției franceze fiind distrusă de francezi. În forma ei actuală cetatea a fost reclădită în timpul lui Frederic cel Mare între anii 1817 și 1828 de inginerul prusac Carl Schnitzler.
Cetatea a fost sediul garnizoanei prusace făcând parte din sistemul de fortificație Koblenz pentru apărarea Cursului mijlociu al Rinului.  Azi fortificația aparține landului Rheinland-Pfalz fiind un muzeu și Jugendherberge (loc de sălaș pentru tineret).

## Galerie de imagini

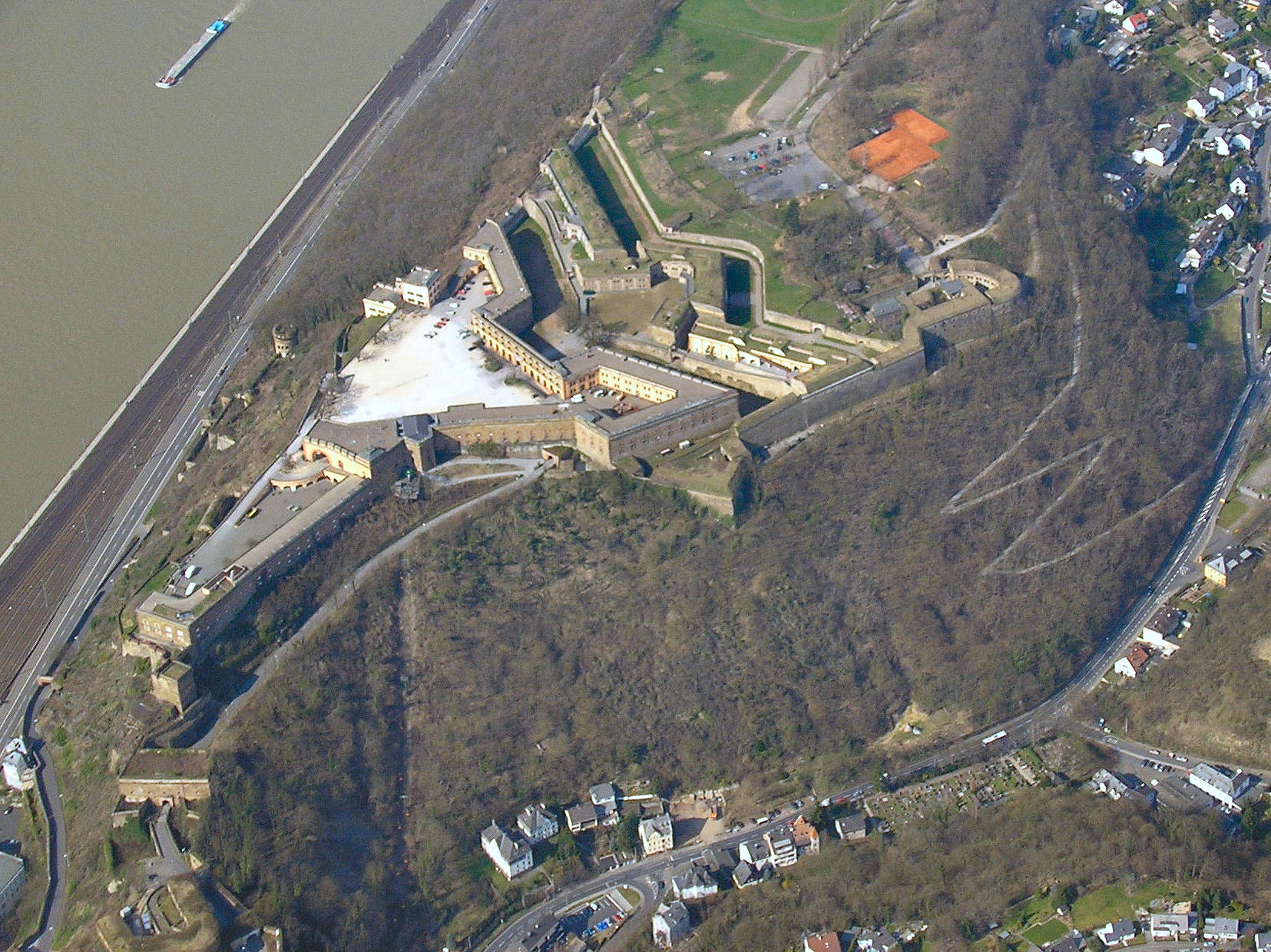
Vedere din aer a cetăţii
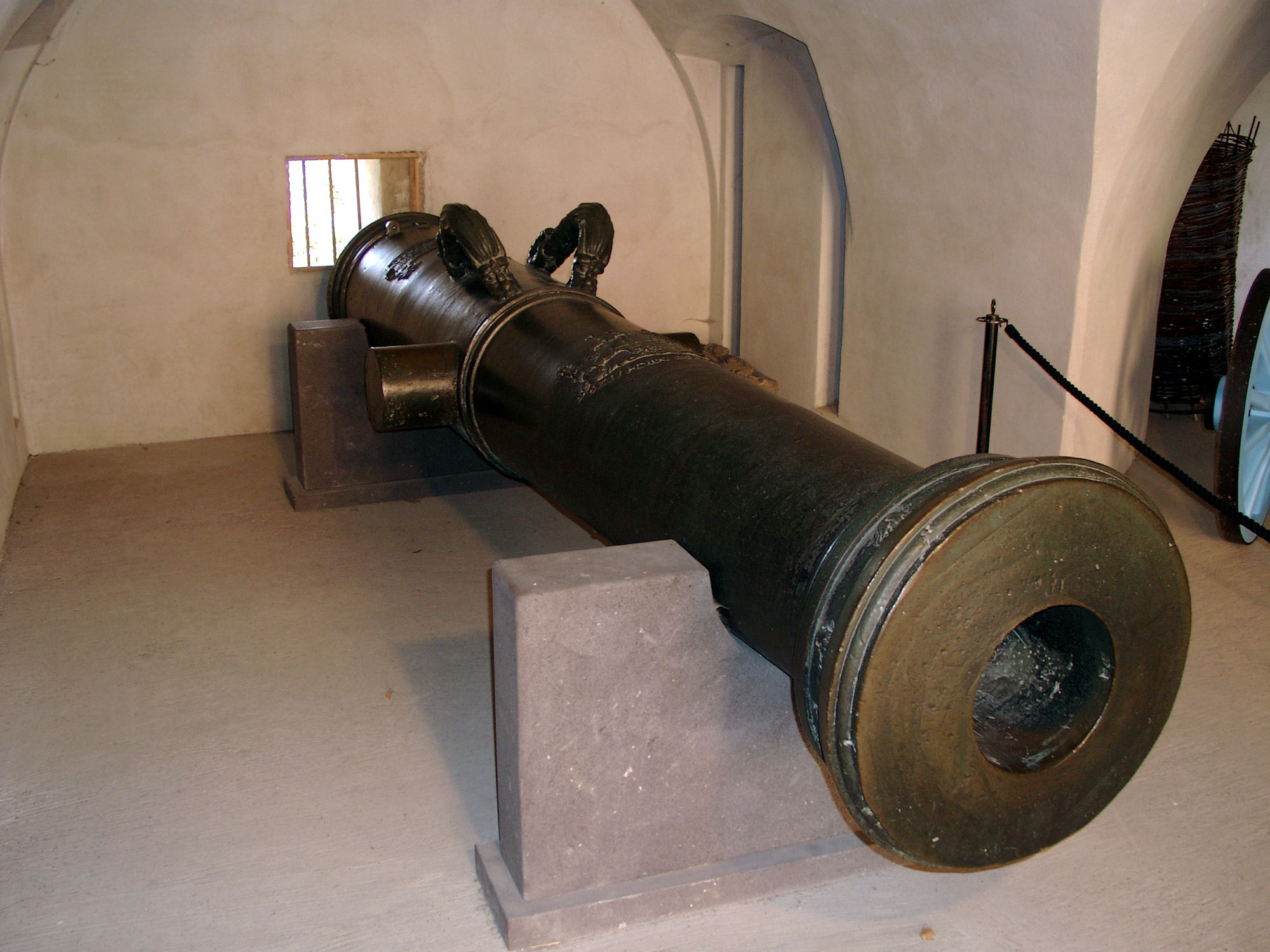
Tun (1524)
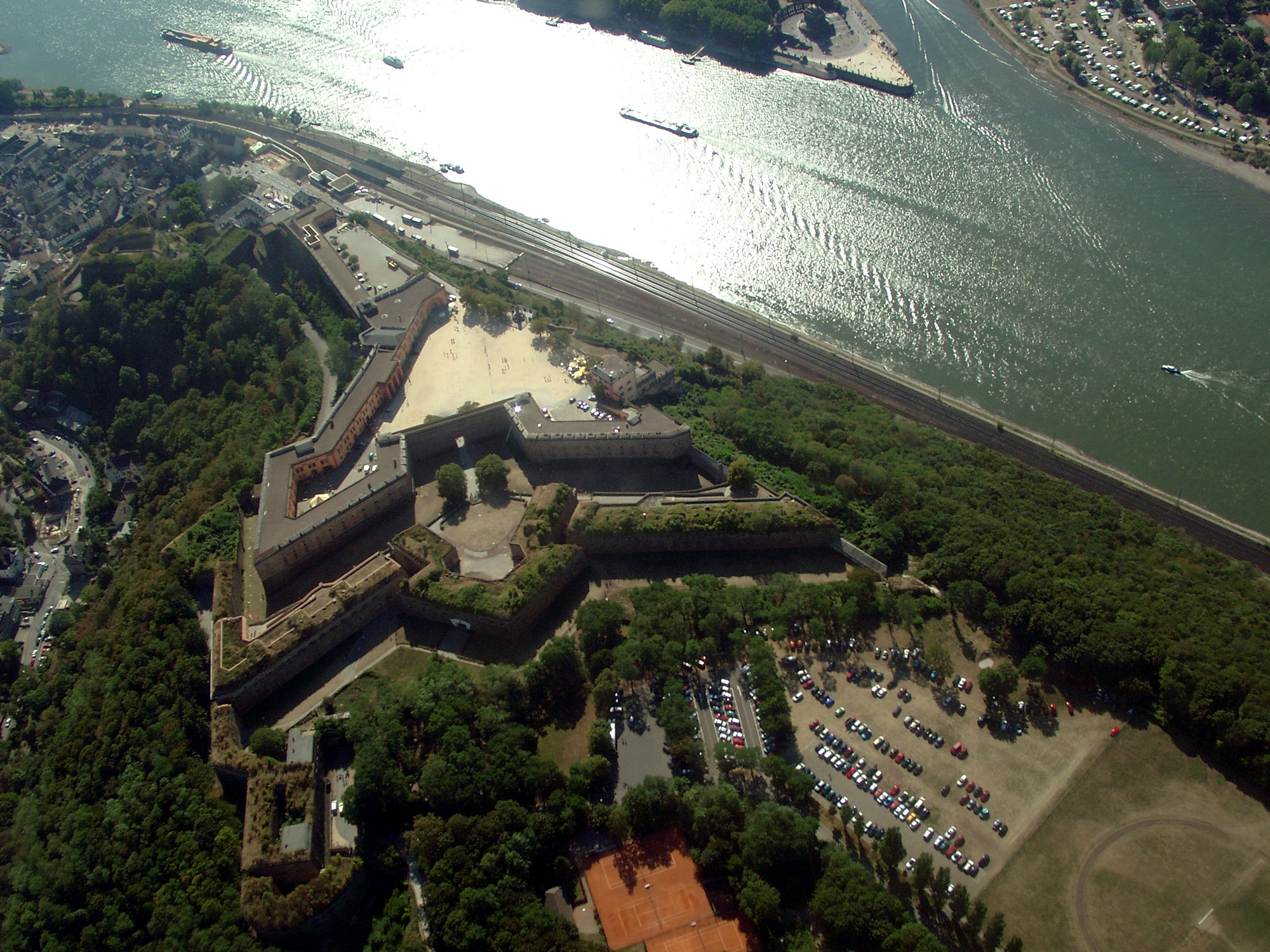
Cetatea vedere a Rinului
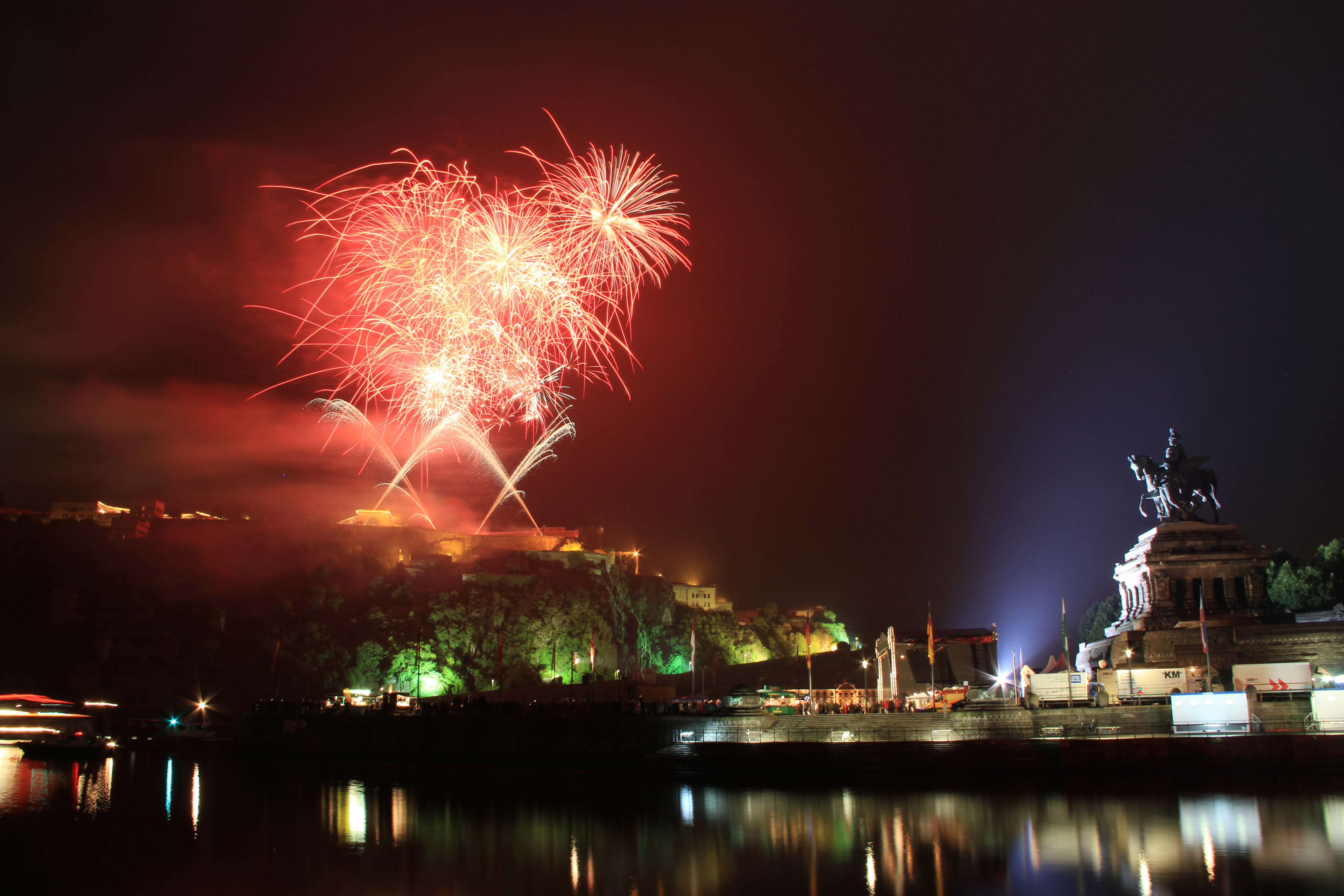
Rinul în flăcări (Koblenz)